# Ляобэй
Ляобэ́й (кит. трад. 遼北省, упр. 辽北省, пиньинь Liáoběi shěng), провинция северо-восточной части Китайской Республики. Занимала площадь 121624 км² с населением ок. 4904 тыс. чел. (1947). Административный центр — г. Ляоюань.

## Название

Провинция Ляобэй (1945—1949 гг.)

Название провинции происходит от сочетания «Север (бэй) [провинции] Ляонин (сокр. ляо)».

## История
В 1945 году по указанию КПК в г. Сыпин было создано Автономное правительство провинции Ляобэй. После того как войска Народного правительства Китайской Республики заняли Сыпин, в 1947 году был утверждён план нового административного районирования Северо-востока, согласно которому была образована новая провинция Ляобэй с административным центром в г. Ляоюань; Сыпин становился городом провинциального подчинения.
В 1949 году, после образования КНР, провинция была упразднена, а её территория вошла в состав новообразованных провинций Ляоси, Гирин и Внутренней Монголии.